# Delosperma smytheae
Delosperma smytheae är en isörtsväxtart som beskrevs av L. Bol.. Delosperma smytheae ingår i släktet Delosperma, och familjen isörtsväxter. Inga underarter finns listade i Catalogue of Life.